# Augacephalus breyeri
Augacephalus breyeri är en spindelart som först beskrevs av Hewitt 1919.  Augacephalus breyeri ingår i släktet Augacephalus och familjen fågelspindlar. Inga underarter finns listade.